# Steve Soper
Steve Soper (ur. 27 września 1951 w Greenford) – brytyjski kierowca wyścigowy.

## Kariera wyścigowa
Soper rozpoczął karierę w międzynarodowych wyścigach samochodowych w 1980 roku od startów w klasie C BARC Modified Sports Car Championship. Uzbierane 59 punktów pozwoliło mu zdobyć tytuł mistrza tej serii. W późniejszych latach Brytyjczyk pojawiał się także w stawce British Touring Car Championship, FIA World Endurance Championship, 24-godzinnego wyścigu Le Mans, Australian Endurance Championship, European Touring Car Championship, Deutsche Tourenwagen Meisterschaft, World Touring Car Championship, Asia-Pacific Touring Car Championship, Tooheys 1000, Italian Touring Car Championship, Italian Super Touring Car Championship, FIA Touring Car Challenge, Japanese Touring Car Championship, Super Tourenwagen Cup, German Supertouring Championship, Global GT Championship, Mil Milhas Brasileiras, FIA GT Championship, International Sports Racing Series, American Le Mans Series oraz Scirocco R China Masters Challenge.

## Wyniki w 24h Le Mans
| Rok  | Zespół                                 | Partnerzy                         | Samochód       | Klasa | Okr. | Poz. | Klasa Pos. |
| ---- | -------------------------------------- | --------------------------------- | -------------- | ----- | ---- | ---- | ---------- |
| 1983 | Mazdaspeed                             | Jeff Allam James Weaver           | Mazda 717C     | C Jr. | 267  | 18   | 2          |
| 1996 | Team Bigazzi Team BMW Motorsport       | Jacques Laffite Marc Duez         | McLaren F1 GTR | GT1   | 318  | 11   | 9          |
| 1997 | Team BMW Motorsport BMW Team Schnitzer | JJ Lehto Nelson Piquet            | McLaren F1 GTR | GT1   | 236  | NU   | NU         |
| 1998 | Team BMW Motorsport                    | Hans-Joachim Stuck Tom Kristensen | BMW V12 LM     | LMP1  | 60   | NU   | NU         |
| 1999 | Price+Bscher                           | Thomas Bscher Bill Auberlen       | BMW V12 LM     | LMP   | 345  | 5    | 4          |